# Hexadecan
Hexadecanul, numit și cetan, este un alcan cu formula chimică C16H34. Hexadecanul se compune dintr-o catenă cu 16 atomi de carbon, trei atomi de hidrogen legați la cei doi atomi de carbon terminali și doi atomi de hidrogen legați la fiecare din ceilalți 14 atomi de carbon.

## Utilizări
Cetanul este utilizat pentru a defini cifra cetanică. Aceasta face posibilă măsurarea capacității de autoaprindere a unui combustibil. Cetanul se aprinde foarte ușor sub compresie. Din acest motiv, cetanului i-a fost atribuit o cifră cetanică de 100, care servește drept referință pentru alte amestecuri de combustibili.